# Štefan Tiso
Štefan Tiso (18. října 1897 Bytča – 28. března 1959 Leopoldov) byl slovenský politik a právník, předseda vlády Slovenského státu v letech 1944 až 1945.

## Život
Byl bratrancem z „třetího kolene“ dr. Jozefa Tisa. Děd ThDr. Jozefa Tisa Jozef „Karo“ Tiso (Tiszo „Karo“ Jószef) byl bratrancem babičky JUDr. Štefana Tisa Terézie Tisové. Po vzniku Slovenského státu se stal Dr. Štefan Tiso předsedou Nejvyššího soudu Slovenského státu. Po vypuknutí Slovenského národního povstání a odstoupení vlády Vojtecha Tuky (5. 9. 1944) byl jmenován posledním předsedou vlády Slovenského státu. Kromě postu předsedy vlády v ní zastával i portfolio ministra spravedlnosti a ministra zahraničních věcí.
Štefan Tiso se snažil konsolidovat poměry ve Slovenském státu, který byl již z větší části obsazen Rudou armádou. V lednu 1945 vypracoval deklaraci, která prohlašovala věrnost ideám ľuďáckého režimu a „spojenci Slovenska“ Adolfu Hitlerovi. Před postupující Rudou armádou uprchl tak jako další představitelé Slovenského státu do Rakouska. Dne 8. května 1945 podepsal s americkým generálem Colliersem kapitulační dekret, kterým předal Slovenský stát pod rozhodovací pravomoc armády USA. Posléze byl, spolu s prezidentem Jozefem Tisem, vydán do Československa. Národní soud v Bratislavě jej odsoudil k 30 letům vězení a ve věznici v Leopoldově nakonec zemřel.